# Siniša Anđelković
Siniša Anđelković, slovenski nogometaš, * 13. februar 1986, Kranj.
Anđelković je v slovenski ligi igral klube Triglav, Drava in Maribor. Skupno je v prvi slovenski ligi odigral 85 prvenstvenih tekem in dosegel tri gole. Od leta 2011 je član Palerma v Serie A, v letih 2011 in 2012 je bil posojen v Ascoli, v letih 2012 in 2012 pa v Modeno.
Za slovensko reprezentanco je debitiral 9. februarja 2011 na prijateljski tekmi proti albanski reprezentanci, skupno pa odigral pet tekem.